# Théodore de Banville

Théodore de Banville

Théodore Faullain de Banville (* 14. März 1823 in Moulins; † 13. März 1891 in Paris) war ein französischer Dichter. Er verfasste auch Texte unter dem Pseudonym „Bracquemond“. Er war ein später Schüler der Romantiker und ein Mitglied der parnassischen Bewegung, der an zahlreichen literarischen Rezensionen beteiligt war.

## Herkunft
De Banville war das zweite Kind von Claude Théodore de Banville (Marineoffizier im Ruhestand) und dessen Frau Zélie Thibaut (geborene Denozier-Huet). Die Familie Banville hatte sich etwa vierzig Jahre vor seiner Geburt in Moulins angesiedelt, sie stammten ursprünglich aus dem Cotentin, wo sie im Südosten der Halbinsel bis 1832 noch ein Gut in Sainte-Mère-Eglise besessen hatten. Gemäß ihrer Adelsbriefe hatten sie dort seit dem Anfang des 16. Jahrhunderts ihren Stammsitz, seit ihr Vorfahr Olivier Gohier durch Ludwig XIV. für seine guten und treuen Dienste in den Adelsstand erhoben worden war. Dieser hatte unter Ludwig XIII. bei Saint-Jean-d’Angély, bei La Rochelle und in Italien gekämpft. Als er starb, ging sein Titel auf Germain Faullain über, der ihn an seinen Sohn Claude-Baltazar Faullain vererbte. Dieser gab den Titel über seine Söhne und Enkel weiter. Charles-Bernardin und Jean-Louis de Banville, einen Bauingenieur, den Großvater von de Banville. Sein Vater war erst elf Jahre alt, als die vier Kinder von Jean-Louis de Banville 1797 zu Waisen wurden. Seine Geschwister waren Rose-Auguste (zwölf), Marie-Claudine (sieben) und François-Éléonor (drei Monate). 1798 trat er in die Marine ein und erkrankte während seiner Dienstzeit zweimal schwer an Malaria. So nahm er 1820 seinen Abschied und heiratete Fräulein Huet.

## Leben
Im Oktober 1830 wurde Banville nach Paris gebracht und in der Pension Sabatier, Rue Richer, Nr. 9, einquartiert. Die Schüler dieser Einrichtung besuchten die Kurse des Collège de Bourbon, wo er von 1830 bis 1837 nachweisbar ist. Im Juli 1838 musste er die Anstalt Sabatier verlassen und kam bei einer Familie unter, die ihn wie einen Sohn aufnahmen. Durch die Werke von Victor Hugo und Théophile Gautier angeregt, widmete er sich der Poesie. Seine ersten bekannten Verse schrieb er im Alter von sechzehn bis neunzehn Jahren. Er kannte neben den antiken Schriften von Vergil, Ovid und Homer die Erzählungen von E. T. A. Hoffmann und William Shakespeare und konnte Verse von Alfred de Vigny und Victor Hugo auswendig aufsagen. Als eine von ihm verfasste Ode Pas d’armes du roi Jean in seinem Schreibtisch gefunden wurde, musste er an seiner Schule mehrere Tage lang sein Pensum nachholen. Sein Vater hatte für ihn eine juristische Laufbahn vorgesehen. De Banville studierte daher zunächst die Rechte und machte am 22. November 1839 seinen Bachelor. Am 15. April 1841 absolvierte er das erste Examen und verließ 1842 die Fakultät. De Banville traf sich oft mit anderen Schriftstellern wie Henri Murger, Michel Carré, Jules Adenis Privat d’Anglemont und Pierre Dupont in dem kleinen Zimmer, das er mit seinen Eltern in der Rue Monsieur-le-Prince bewohnte.
Banville wirkte seit 1869 in der französischen Tageszeitung Le National als Theaterkritiker, die von 1830 bis 1924 erschien. Er veröffentlichte 1880 Petit traité de poésie française und 1882 Mes souvenirs. Petites études. Gesammelt erschienen 1878 seine Comédies und 1879 Poésies complètes in 3 Bänden. Auch im 21. Jahrhundert erleben seine Werke zahlreiche Neuauflagen und Gesamtausgaben.
Er verstarb in der Nacht vom 12. auf den 13. März 1891 und wurde kurz darauf zu Grabe getragen.
Charles Baudelaire hat Banville in den Fleurs du Mal ein dichterisches Denkmal gesetzt (Nr. XVI in der Übertragung Stefan Georges).

## Werke (Auswahl)
Banville publizierte außer mehreren biographischen Artikeln verschiedene Dichtungen und Gedichtsammlungen:
- Les Caryatides. 1842.
- Les Stalactites. 1846.
- Les Odelettes. 1856.
- Odes funambulesques unter dem Pseudonym Bracquemond. 1857, neue Ausgabe 1880.
- Les Exilés. 1866.
- Nouvelles des funambulesques. 1868.
- Idylles prussiennes 1870–1871. 1872.
- Trente-six ballades joyeuses. 1873.
- Poésies: Occidentales. Rimes dorées etc. 1875.

Als dramatischer Dichter gab er Werke heraus, die an mehreren Pariser Theatern aufgeführt wurden:
- mit Philoxène Boyer: Le feuilleton d’Aristophane. 1852 und Le cousin du roi. 1857.
- Le beau Léandre (in Versen), 1856.
- Diane au bois (heroische Komödie in Versen), 1863.
- La Pomme. 1865.
- Gringoire. 1866.
- Deldamila. 1877.

Er schrieb vorwiegend kürzere Romane:
- Les pauvres saltimbanques. 1853.
- La vie d'une comédienne. 1855.
- Esquisses parsiennes. 1859.
- Les fourberies de Nérine. 1864.
- Les camées parisiens. 3 Bände 1866–1873.